# Discographie de Depeche Mode
Cet article détaille la discographie du groupe Depeche Mode.

## Albums studio
| Speak and Spell                                                             | - Sortie : 5 octobre 1981 - Labels : Mute, Sire - Formats : CD, CS, LP                         | 10 | 28 | —  | 22  | 49 | 99 | —  | 21 | —  | 192 | - BPI : Or - BVMI : Or - IFPI Suède : Or                                                                                         |  |  |  |  |  |  |  |  |  |  |
| A Broken Frame                                                              | - Sortie : 27 September 1982 - Labels : Mute, Sire - Formats : CD, CS, LP                      | 8  | —  | —  | 194 | 56 | 88 | —  | 22 | —  | 177 | - BPI : Or |  |  |  |  |  |  |  |  |  |  |
| Construction Time Again                                                     | - Sortie : 22 August 1983 - Labels : Mute, Sire - Formats : CD, CS, LP                         | 6  | —  | —  | —   | 7  | —  | 32 | 12 | 21 | —   | - BPI : Or - BVMI : Or |  |  |  |  |  |  |  |  |  |  |
| Some Great Reward                                                           | - Sortie : 24 septembre 1984 - Labels : Mute, Sire - Formats : CD, CS, LP                      | 5  | —  | 19 | —   | 3  | 32 | 34 | 7  | 5  | 54  | - BPI : Argent - BVMI : Or - RIAA : Platine                                                                                      |  |  |  |  |  |  |  |  |  |  |
| Black Celebration                                                           | - Sortie : 17 mars 1986 - Labels : Mute, Sire - Formats : CD, CS, LP                           | 4  | 69 | 26 | 19  | 2  | 17 | 35 | 5  | 1  | 90  | - BPI : Argent - BVMI : Platine - RIAA : Or - SNEP : Or                                                                          |  |  |  |  |  |  |  |  |  |  |
| Music for the Masses                                                        | - Sortie : 28 septembre 1987 - Labels : Mute, Sire - Formats : CD, CS, LP                      | 10 | 60 | 16 | 7   | 2  | 7  | 52 | 4  | 4  | 35  | - BPI : Argent - BVMI : Or - IFPI Suède : Or - RIAA : Platine - SNEP : Platine                                                   |  |  |  |  |  |  |  |  |  |  |
| Violator                                                                    | - Sortie : 19 mars 1990 - Labels : Mute, Sire - Formats : CD, CS, LP, DCC, MD                  | 2  | 42 | 4  | 1   | 2  | 5  | 17 | 6  | 2  | 7   | - BPI : Or - BVMI : Platine - IFPI Autriche : Or - IFPI Suède : Or - IFPI Suisse : Platine - RIAA : 3 × Platine - SNEP : Platine |  |  |  |  |  |  |  |  |  |  |
| Songs of Faith and Devotion                                                 | - Sortie : 22 mars 1993 - Labels : Mute, Sire, Reprise - Formats : CD, CS, LP, DCC, MD         | 1  | 14 | 1  | 1   | 1  | 1  | 18 | 2  | 1  | 1   | - BPI : Or - BVMI : Or - IFPI AUT : Or - IFPI SUI : Or - RIAA : Platine - SNEP : 2 × Or                                          |  |  |  |  |  |  |  |  |  |  |
| Ultra                                                                       | - Sortie : 14 avril 1997 - Labels : Mute, Reprise - Formats : CD, CS, LP                       | 1  | 7  | 5  | 2   | 1  | 2  | 17 | 1  | 4  | 5   | - BPI: Or - BVMI: Or - IFPI SUÈ : Or - IFPI SUI : Or - RIAA : Or - SNEP : Or                                                     |  |  |  |  |  |  |  |  |  |  |
| Exciter                                                                     | - Sortie : 14 mai 2001 - Labels : Mute, Reprise - Formats : CD, CS, LP, digital download       | 9  | 20 | 2  | 1   | 1  | 2  | 15 | 1  | 2  | 8   | - BPI : Or - BVMI : Platine - IFPI AUT : Or - IFPI SUÈ : Or - IFPI SUI : Or - RIAA : Or - SNEP : Or                              |  |  |  |  |  |  |  |  |  |  |
| Playing the Angel                                                           | - Sortie : 17 octobre 2005 - Labels : Mute, Sire, Reprise - Formats : CD, LP, digital download | 6  | 45 | 1  | 1   | 1  | 1  | 11 | 1  | 1  | 7   | - BPI : Or - BVMI : 2 × Platine - IFPI AUT : Or - IFPI SUÈ : Or - SNEP : Platine                                                 |  |  |  |  |  |  |  |  |  |  |
| Sounds of the Universe                                                      | - Sortie : 17 avril 2009 - Labels : Mute, EMI - Formats : CD, CD/DVD, LP, téléchargement       | 2  | 32 | 1  | 2   | 1  | 1  | 7  | 1  | 1  | 3   | - BPI : Argent - BVMI : 3 × Or - FIMI : Platine - IFPI AUT : Or - IFPI SUÈ : Or - IFPI SUI : Platine - SNEP : Platine            |  |  |  |  |  |  |  |  |  |  |
| Delta Machine                                                               | - Sortie : 25 mars 2013 - Labels : Columbia, Sony - Formats : CD, LPCD, téléchargement         | 2  | 16 | 1  | 2   | 1  | 1  | 3  | 1  | 1  | 6   | - BPI : Argent - BVMI : 3 × Or - FIMI : Platine - IFPI AUT : Or - IFPI SUÈ : Or - IFPI SUI : Platine - SNEP : Platine            |  |  |  |  |  |  |  |  |  |  |
| Spirit                                                                      | - Sortie : 17 mars 2017 - Labels : Columbia - Formats : CD, CS, téléchargement                 | 5  | 14 | 1  | 1   | 1  | 1  | 4  | 3  | 1  | 5   | |  |  |  |  |  |  |  |  |  |  |
| Memento Mori                                                                | - Sortie : 24 mars 2023 - Labels : Columbia, Sony - Formats : CD, CS, téléchargement           | 5  | 15 | 1  | 1   | 1  | 1  | 6  | 7  | 4  | 8   | |  |  |  |  |  |  |  |  |  |  |
| "—" signifie que l'album n'est pas sorti ou n'a pas été classé dans le pays |                                                                                                |    |    |    |     |    |    |    |    |    |     | |  |  |  |  |  |  |  |  |  |  |

## Albums live
| Title                                                                       | Détails                                                                                | Meilleure positions | Meilleure positions | Meilleure positions | Meilleure positions | Meilleure positions | Meilleure positions | Meilleure positions | Meilleure positions | Meilleure positions | Meilleure positions | Certifications                                         |
| Title                                                                       | Détails                                                                                | R-U                 | AUS                 | AUT                 | FRA                 | ALL                 | ITA                 | P-B                 | SUÈ                 | SUI                 | USA                 | Certifications                                         |
| --------------------------------------------------------------------------- | -------------------------------------------------------------------------------------- | ------------------- | ------------------- | ------------------- | ------------------- | ------------------- | ------------------- | ------------------- | ------------------- | ------------------- | ------------------- | ------------------------------------------------------ |
| 101                                                                         | - Sortie : 13 mars 1989 - Labels : Mute, Sire - Formats : CD, CS, LP                   | 5                   | 71                  | 13                  | 4                   | 3                   | 50                  | 43                  | 14                  | 11                  | 45                  | - BPI : Argent - BVMI : Or - RIAA : Or - SNEP : 2 × Or |
| Songs of Faith and Devotion Live                                            | - Sortie : 6 décembre 1993 - Labels : Mute, Sire - Formats: CD, LP, CS, téléchargement | 46                  | 2 7                 | —                   | —                   | 50                  | —                   | 85                  | 22                  | 47                  | 193                 |                                                        |
| Recording the Angel                                                         | - Sortie : 27 avril 2006 - Label : Mute - Formats : CD, téléchargement                 | —                   | —                   | —                   | —                   | —                   | —                   | —                   | —                   | —                   | —                   |                                                        |
| Touring the Angel: Live in Milan                                            | - Sortie : 25 septembre 2006 - Label : Mute - Formats : CD                             | —                   | —                   | —                   | —                   | 2                   | —                   | —                   | —                   | 54                  | —                   |                                                        |
| Recording the Universe                                                      | - Sortie : 10 mai 2009 - Label : Mute - Formats : CD, digital download                 | —                   | —                   | —                   | —                   | —                   | —                   | —                   | —                   | —                   | —                   |                                                        |
| Tour of the Universe : Barcelona 20/21.11.09                                | - Sortie : 5 novembre 2010 - Label : Mute - Formats : CD                               | —                   | —                   | —                   | 7                   | 1                   | 3                   | —                   | 24                  | —                   | —                   | - FIMI : Or                                            |
| Depeche Mode Live in Berlin                                                 | - Sortie : 17 novembre 2014 - Label : Mute, Columbia - Formats : CD, DVD, iTunes       | 64                  | —                   | 13                  | 9                   | 2                   | 11                  | 36                  | 22                  | 13                  | —                   |                                                        |
| "—" signifie que l'album n'est pas sorti ou n'a pas été classé dans le pays |                                                                                        |                     |                     |                     |                     |                     |                     |                     |                     |                     |                     |                                                        |

## Compilations
| Titre                                                                       | Détails                                                                                     | Meilleure positions | Meilleure positions | Meilleure positions | Meilleure positions | Meilleure positions | Meilleure positions | Meilleure positions | Meilleure positions | Meilleure positions | Meilleure positions | Certifications                                                                              |
| Titre                                                                       | Détails                                                                                     | R-U                 | AUS                 | AUT                 | FRA                 | ALL                 | ITA                 | P-B                 | SUÈ                 | SUI                 | USA                 | Certifications                                                                              |
| --------------------------------------------------------------------------- | ------------------------------------------------------------------------------------------- | ------------------- | ------------------- | ------------------- | ------------------- | ------------------- | ------------------- | ------------------- | ------------------- | ------------------- | ------------------- | ------------------------------------------------------------------------------------------- |
| People Are People                                                           | - Sortie : 2 juillet 1984 - Labels : Sire - Formats : CD, CS, LP                            | —                   | —                   | —                   | —                   | —                   | —                   | —                   | —                   | —                   | 74                  | - RIAA : Or                                                                                 |
| The Singles 81→85                                                           | - Sortie : 15 octobre 1985 - Labels : Mute, Sire - Formats : CD, CS, LP                     | 6                   | 135                 | —                   | 19                  | 9                   | 99                  | —                   | 18                  | 14                  | 114                 | - BPI : Or - BVMI : Or                                                                      |
| Catching Up with Depeche Mode                                               | - Sortie : 11 novembre 1985 - Labels : Sire - Formats : CD, CS, LP                          | —                   | —                   | —                   | —                   | —                   | —                   | —                   | —                   | —                   | 113                 | - RIAA : Platine                                                                            |
| Depeche Mode Greatest Hits                                                  | - Sortie : 1987 - Labels : Amiga - Formats : CS, LP                                         | —                   | —                   | —                   | —                   | —                   | —                   | —                   | —                   | —                   | —                   |                                                                                             |
| The Singles 86>98                                                           | - Sortie : 28 septembre 1998 - Labels : Mute, Reprise - Formats : CD, CS, LP, MD            | 5                   | 42                  | 2                   | 6                   | 1                   | 2                   | 33                  | 1                   | 3                   | 38                  | - BPI: Or - BVMI : Platine - IFPI SUÈ : Or - IFPI SUI : Or - RIAA : Platine - SNEP : 2 × Or |
| The Singles 81>98                                                           | - Sortie : 31 août 2001 - Labels : Mute - Formats : CD                                      | 103                 | —                   | —                   | —                   | 83                  | 16                  | —                   | —                   | —                   | —                   | - FIMI : Platine                                                                            |
| Remixes 81–04                                                               | - Sortie : 25 octobre 2004 - Labels : Mute, Reprise - Formats : CD, LP, téléchargement      | 24                  | —                   | 38                  | 5                   | 2                   | 6                   | 68                  | 16                  | 7                   | —                   | - BPI : Argent - BVMI : Platine - SNEP : 2 × Or                                             |
| The Best of Depeche Mode Volume 1                                           | - Sortie : 13 novembre 2006 - Labels : Mute, Reprise - Formats : CD, CD/DVD, téléchargement | 18                  | —                   | 38                  | 5                   | 2                   | 6                   | 40                  | 16                  | 7                   | 148                 | - BPI : Platine - BVMI : 2 × Platine - FIMI : Or - IFPI SUI : Or - SNEP : Or                |
| Remixes 2: 81–11                                                            | - Sortie : 6 juin 2011 - Label : Mute - Format : CD, LP, téléchargement                     | 24                  | —                   | 11                  | 4                   | 3                   | 9                   | 69                  | 9                   | 6                   | 105                 |                                                                                             |
| "—" signifie que l'album n'est pas sorti ou n'a pas été classé dans le pays |                                                                                             |                     |                     |                     |                     |                     |                     |                     |                     |                     |                     |                                                                                             |

## Singles
La plupart du temps, les singles du groupe font l'objet d'une sortie en maxi 45 tours et/ou CD, comprenant de nombreuses versions remixées, non rencensées ici.
| Sortie            | Titre                          | Drapeau du Royaume-Uni | [ 62 ] | Dance | Modern Rock | [ 63 ] | Drapeau de l'Autriche | ,  | Drapeau de l'Allemagne | Drapeau de la Suède | Drapeau de l'Italie | Drapeau de la Suisse | Drapeau de l'Australie | Drapeau du Québec | Album                       | Clip |
| ----------------- | ------------------------------ | ---------------------- | ------ | ----- | ----------- | ------ | --------------------- | -- | ---------------------- | ------------------- | ------------------- | -------------------- | ---------------------- | ----------------- | --------------------------- | --- |
| 20 février 1981   | Dreaming of Me [A]             | 57                     | —      | 47    | —           | —      | —                     | —  | —                      | —                   | —                   | —                    | —                      | —                 | —                           | — |
| 13 juin 1981      | New Life                       | 11                     | —      | 29    | —           | 22     | —                     | —  | —                      | 1                   | —                   | —                    | —                      | —                 | Speak & Spell               | — |
| 7 septembre 1981  | Just Can't Get Enough          | 8                      | —      | 26    | —           | 16     | —                     | 31 | —                      | 14                  | —                   | —                    | 4                      | —                 | Speak & Spell               | Clive Richardson |
| 29 janvier 1982   | See You                        | 6                      | —      | —     | —           | 9      | —                     | —  | 44                     | —                   | —                   | —                    | —                      | —                 | A Broken Frame              | Julien Temple |
| 26 avril 1982     | The Meaning of Love            | 12                     | —      | —     | —           | 17     | —                     | —  | 64                     | 16                  | —                   | —                    | —                      | —                 | A Broken Frame              | Julien Temple |
| 16 août 1982      | Leave in Silence               | 18                     | —      | —     | —           | 13     | —                     | —  | 58                     | 17                  | —                   | —                    | —                      | —                 | A Broken Frame              | Julien Temple |
| 31 janvier 1983   | Get the Balance Right!         | 13                     | —      | 31    | —           | 16     | —                     | 61 | 38                     | —                   | —                   | —                    | —                      | —                 | —                           | Kevin Hewitt |
| 11 juillet 1983   | Everything Counts              | 6                      | —      | 17    | —           | 15     | —                     | —  | 23                     | 18                  | 32                  | 8                    | —                      | —                 | Construction Time Again     | Clive Richardson |
| 19 septembre 1983 | Love, in Itself                | 21                     | —      | —     | —           | 27     | —                     | —  | 28                     | —                   | —                   | —                    | —                      | —                 | Construction Time Again     | Clive Richardson |
| 12 mars 1984      | People Are People              | 4                      | 13     | 44    | —           | 2      | 6                     | —  | 1                      | 15                  | 20                  | 4                    | 25                     | 5                 | Some Great Reward           | Clive Richardson |
| 20 août 1984      | Master and Servant             | 9                      | 87     | 49    | —           | 6      | —                     | 34 | 2                      | 7                   | 27                  | 8                    | 89                     | —                 | Some Great Reward           | Clive Richardson |
| 29 octobre 1984   | Blasphemous Rumours / Somebody | 16                     | —      | —     | —           | 8      | —                     | —  | 22                     | —                   | —                   | 19                   | 87                     | —                 | Some Great Reward           | Clive Richardson |
| 29 avril 1985     | Shake the Disease              | 18                     | —      | —     | —           | 9      | —                     | 13 | 4                      | 5                   | 29                  | 6                    | —                      | —                 | The Singles 81>85           | Peter Care |
| 16 septembre 1985 | It's Called a Heart            | 18                     | —      | —     | —           | 5      | —                     | 29 | 8                      | 7                   | 16                  | 7                    | —                      | —                 | The Singles 81>85           | Peter Care |
| 10 février 1986   | Stripped / But Not Tonight [B] | 15                     | —      | —     | —           | 6      | —                     | —  | 4                      | 9                   | 14                  | 8                    | —                      | —                 | Black Celebration           | Peter Care (Stripped) Tamra Davis (But Not Tonight)                                                                              |
| 14 avril 1986     | A Question of Lust             | 28                     | —      | —     | —           | 13     | —                     | —  | 8                      | 17                  | —                   | 12                   | —                      | —                 | Black Celebration           | Clive Richardson |
| 11 août 1986      | A Question of Time             | 17                     | —      | —     | —           | 10     | —                     | 29 | 4                      | 18                  | —                   | 9                    | —                      | —                 | Black Celebration           | Anton Corbijn |
| 13 avril 1987     | Strangelove                    | 16                     | 76     | 1     | —           | 6      | 29                    | 25 | 2                      | 5                   | 24                  | 3                    | —                      | 14                | Music For The Masses        | Anton Corbijn |
| 24 août 1987      | Never Let Me Down Again        | 22                     | 63     | 12    | —           | 12     | 29                    | 29 | 2                      | 7                   | 13                  | 7                    | 82                     | 14                | Music For The Masses        | Anton Corbijn |
| 28 décembre 1987  | Behind the Wheel [C]           | 21                     | 61     | 3     | —           | 16     | —                     | 21 | 6                      | 10                  | —                   | 6                    | 98                     | —                 | Music For The Masses        | Anton Corbijn |
| 16 mai 1988       | Little 15                      | 60                     | —      | —     | —           | —      | 25                    | —  | 16                     | —                   | —                   | 18                   | —                      | —                 | Music For The Masses        | Martyn Atkins |
| 13 février 1989   | Everything Counts (Live)       | 22                     | —      | 16    | 13          | 17     | 26                    | —  | 12                     | —                   | —                   | 18                   | —                      | —                 | 101                         | Donn Alan Pennebaker |
| 29 août 1989      | Personal Jesus                 | 13                     | 28     | 12    | 3           | 7      | —                     | 27 | 5                      | 17                  | 4                   | 5                    | —                      | 1'                | Violator                    | Anton Corbijn (existe en version censurée)                                                                                       |
| 5 février 1990    | Enjoy the Silence              | 6                      | 8      | 6     | 1           | 3      | 13                    | 9  | 2                      | 5                   | 5                   | 2                    | 71                     | 1                 | Violator                    | Anton Corbijn |
| 7 mai 1990        | Policy of Truth                | 16                     | 15     | 2     | 1           | 11     | —                     | 31 | 7                      | 20                  | 5                   | 12                   | —                      | 1                 | Violator                    | Anton Corbijn |
| 1990              | Halo [D]                       | —                      | —      | —     | 21          | —      | —                     | —  | —                      | —                   | —                   | —                    | —                      | —                 | Violator                    | Anton Corbijn |
| 17 septembre 1990 | World in My Eyes               | 17                     | 52     | 6     | 17          | 7      | —                     | 30 | 7                      | —                   | —                   | 5                    | —                      | 11                | Violator                    | Anton Corbijn (existe en 2 versions)                                                                                             |
| 15 février 1993   | I Feel You                     | 8                      | 37     | 3     | 1           | 6      | 7                     | 5  | 4                      | 2                   | —                   | 4                    | 37                     | —                 | Songs of Faith and Devotion | Anton Corbijn |
| 26 avril 1993     | Walking in My Shoes            | 14                     | 69     | —     | 1           | 15     | 29                    | 23 | 14                     | 8                   | 9                   | 26                   | 74                     | 14                | Songs of Faith and Devotion | Anton Corbijn (existe en version censurée)                                                                                       |
| 13 septembre 1993 | Condemnation                   | 9                      | —      | —     | 23          | 19     | —                     | 36 | 23                     | 3                   | —                   | 38                   | 78                     | —                 | Songs of Faith and Devotion | Anton Corbijn (Paris Mix) Anton Corbijn (Version live)                                                                           |
| 10 janvier 1994   | In Your Room                   | 8                      | —      | —     | —           | 15     | —                     | 10 | 24                     | 2                   | —                   | 14                   | 40                     | —                 | Songs of Faith and Devotion | Anton Corbijn |
| 3 février 1997    | Barrel of a Gun                | 4                      | 47     | —     | 11          | 13     | 15                    | 22 | 3                      | 1                   | 2                   | 30                   | 33                     | —                 | Ultra                       | Anton Corbijn |
| 31 mars 1997      | It's No Good                   | 5                      | 38     | 1     | 4           | 13     | 28                    | —  | 5                      | 1                   | 1                   | 30                   | 52                     | 3                 | Ultra                       | Anton Corbijn |
| 16 juin 1997      | Home [E]                       | 23                     | 88     | —     | —           | —      | —                     | —  | 11                     | 10                  | 1                   | 47                   | —                      | —                 | Ultra                       | Steven Green |
| 20 octobre 1997   | Useless                        | 28                     | —      | —     | —           | —      | —                     | —  | 16                     | 16                  | —                   | —                    | —                      | —                 | Ultra                       | Anton Corbijn |
| 7 septembre 1998  | Only When I Lose Myself        | 17                     | 61     | —     | 36          | 28     | 10                    | 29 | 2                      | 4                   | 3                   | 16                   | 34                     | —                 | The Singles 86>98           | Brian Griffin |
| 23 avril 2001     | Dream On                       | 6                      | 85     | 1     | 12          | 24     | 9                     | 12 | 1                      | 4                   | 1                   | 13                   | —                      | 1                 | Exciter                     | Stéphane Sednaoui |
| 30 juillet 2001   | I Feel Loved                   | 12                     | —      | 1     | —           | 27     | 44                    | 39 | 9                      | 16                  | 5                   | 64                   | 95                     | 14                | Exciter                     | John Hillcoat (Version edit) John Hillcoat (Dan-O-Rama remix) John Hillcoat (Dan-O-Rama remix edit) Anton Corbijn (Version live) |
| 5 novembre 2001   | Freelove                       | 19                     | —      | 1     | —           | 41     | 61                    | 52 | 8                      | 20                  | 3                   | 67                   | —                      | —                 | Exciter                     | John Hillcoat (Version edit) Anton Corbijn (Version live)                                                                        |
| 11 février 2002   | Goodnight Lovers [F]           | —                      | —      | —     | —           | —      | —                     | 64 | 15                     | 33                  | 16                  | 69                   | —                      | —                 | Exciter                     | John Hillcoat |
| 18 octobre 2004   | Enjoy the Silence '04          | 7                      | —      | 25    | —           | —      | 48                    | 15 | 5                      | 31                  | 10                  | 44                   | —                      | 1                 | Remixes 81–04               | Uwe Flade |
| 2004              | Remixes 04 [G]                 | 75                     | —      | —     | —           | —      | —                     | —  | —                      | —                   | —                   | —                    | —                      | —                 | Remixes 81–04               | — |
| 3 octobre 2005    | Precious                       | 4                      | 71     | 1     | 23          | 12     | 9                     | 32 | 2                      | 1                   | 1                   | 12                   | —                      | 2                 | Playing the Angel           | Uwe Flade |
| 12 décembre 2005  | A Pain That I'm Used To        | 15                     | —      | 6     | —           | 31     | 24                    | 96 | 11                     | 13                  | 2                   | 23                   | —                      | —                 | Playing the Angel           | Uwe Flade |
| 27 mars 2006      | Suffer Well                    | 12                     | —      | 1     | 38          | 18     | 67                    | 87 | 13                     | 20                  | 5                   | 66                   | —                      | 11                | Playing the Angel           | Anton Corbijn |
| 5 juin 2006       | John the Revelator / Lilian    | —                      | —      | —     | —           | —      | —                     | —  | —                      | —                   | —                   | —                    | —                      | —                 | Playing the Angel           | — |
| 30 octobre 2006   | Martyr                         | 13                     | —      | 22    | —           | 32     | 31                    | 64 | 2                      | 10                  | 1                   | 17                   | —                      | —                 | The Best Of, Volume 1       | Robert Chandler |
| 6 avril 2009      | Wrong                          | 24                     | —      | 1     | 12          | 34     | 4                     | 8  | 2                      | 5                   | 1                   | 23                   | 11                     | —                 | Sounds of the Universe      | Patrick Daughters |
| 15 mai 2009       | Peace [H]                      | 57                     | —      | —     | —           | —      | 72                    | 18 | 25                     | 59                  | 5                   | 53                   | —                      | —                 | Sounds of the Universe      | Jonas & François |
| 1 février 2013    | Heaven                         | 60                     | —      | —     | —           | —      | 22                    | —  | 2                      | —                   | —                   | 18                   | —                      | —                 | Delta Machine               | Timothy Saccenti |
| 10 mai 2013       | Soothe My Soul                 | 88                     | —      | —     | —           | —      | —                     | 45 | 22                     | —                   | —                   | —                    | —                      | —                 | Delta Machine               | Warren Fu |
| 11 octobre 2013   | Should Be Higher               | —                      | —      | —     | —           | —      | 60                    | 58 | 19                     | —                   | —                   | 61                   | —                      | —                 | Delta Machine               | Anton Corbijn |
| 3 février 2017    | Where's The Revolution         | —                      | —      | —     | —           | —      | —                     | 22 | 29                     | —                   | —                   | 57                   | —                      | —                 | Spirit                      | Anton Corbijn |

; Notes
- H. ↑  Peace est sorti seulement en Europe, aux États-Unis Perfect fut diffusé mais n'a pas eu de supports commerciaux.

## Boxes
Chaque boxe est un regroupement de pratiquement toutes les versions sorties en CD.
| Boxe                  | Parution         | Contenu |
| --------------------- | ---------------- | --- |
| DMBX1 (Singles 1-6)   | 25 novembre 1991 | - Dreaming of Me - New Life - Just Can't Get Enough - See You - The Meaning of Love - Leave in Silence                        |
| DMBX2 (Singles 7-12)  | 25 novembre 1991 | - Get the Balance Right! - Everything Counts - Love, in Itself - People Are People - Master and Servant - Blasphemous Rumours |
| DMBX3 (Singles 13-18) | 25 novembre 1991 | - Shake the Disease - It's Called a Heart - Stripped - A Question of Lust - A Question of Time - Little 15                    |
| DMBX4 (Singles 19-24) | 29 mars 2004     | - Strangelove - Never Let Me Down Again - Behind the Wheel - Everything Counts (live) - Personal Jesus - Enjoy the Silence    |
| DMBX5 (Singles 25-30) | 29 mars 2004     | - Policy of Truth - World in My Eyes - I Feel You - Walking in My Shoes - Condemnation - In Your Room                         |
| DMBX6 (Singles 31-36) | 29 mars 2004     | - Barrel of a Gun - It's No Good - Home - Useless - Only When I Lose Myself - Dream On                                        |

## Vidéographie
- The World We Live In and Live in Hamburg, 29 avril 1985 - VHS
- Some Great Videos, 22 septembre 1986 - VHS, réédité le 26 octobre 1998 - VHS
- Strange, 12 juillet 1988 - VHS
- 101, 14 novembre 1989 - VHS, réédité le 10 novembre 2003 - 2xDVD
- Strange Too, 6 novembre 1990 - VHS
- Devotional, 23 novembre 1993 - VHS, réédité le 20 septembre 2004 - 2xDVD
- The Videos 86>98, 28 septembre 1998 - DVD
- One Night in Paris The Exciter Tour 2001, 27 mai 2002 - 2xDVD
- The Videos 86>98+, 25 novembre 2002 - DVD
- Touring the Angel: Live in Milan, 25 septembre 2006 - 2xDVD/CD
- The Best Of Volume 1, 13 novembre 2006 - 1xDVD
- Tour of the Universe : Barcelona 20/21.11.09, 8 novembre 2010 - 3xDVD/CD
- Depeche Mode Live in Berlin, 17 novembre 2014 - DVD/CD
- Video Singles Collection, 18 novembre 2016 - DVD